# Lista de missões tripuladas da Soyuz

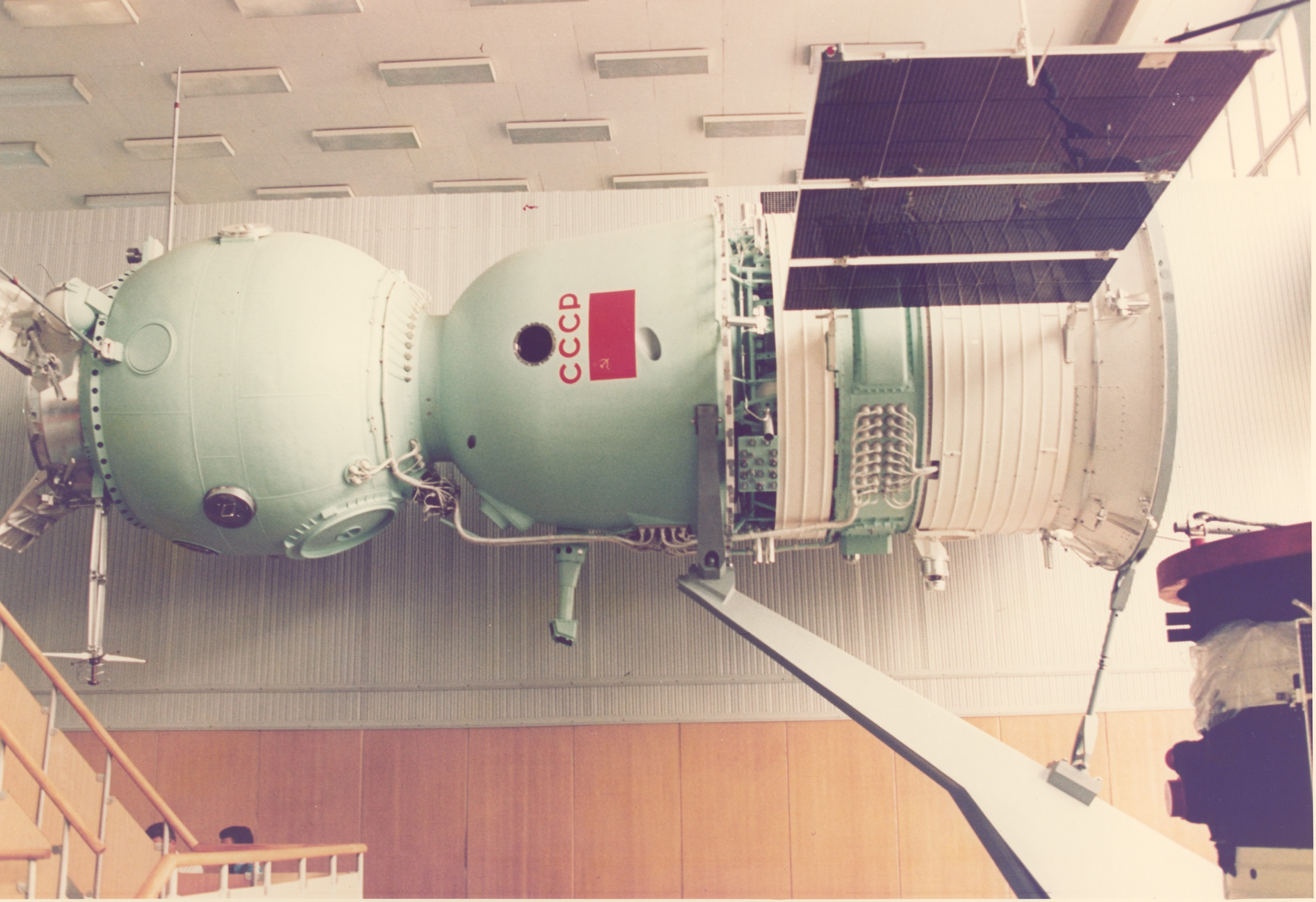
A Soyuz 19 exposta em museu aeroespacial.

Lista das missões espaciais tripuladas da nave espacial soviética e russa Soyuz. As imagens contam somente da tripulação lançada.
O programa já dura 58 anos e 3 meses, contando desde o lançamento da Kosmos 133, a primeira nave (não tripulada) do Programa Soyuz.

## Listas
- Lista de missões tripuladas da Soyuz (1967-1977)
- Lista de missões tripuladas da Soyuz (1978-1988)
- Lista de missões tripuladas da Soyuz (1989-1999)
- Lista de missões tripuladas da Soyuz (2000-2009)
- Lista de missões tripuladas da Soyuz (2010-2020)
- Lista de missões tripuladas da Soyuz (2021-2031)

## Atualmente no espaço
| Nº  | Lançamento              | Aterrissagem | Duração                 | Missão      | Nave Destino | Local de lançamento | Local de aterrissagem | Tripulação | Ref.  |
| --- | ----------------------- | ------------ | ----------------------- | ----------- | ------------ | ------------------- | --------------------- | ---------- | ----- |
| 154 | 23.03.2024 12:36:10 UTC |              | 355 dia(s) e 15 hora(s) | Soyuz MS-25 | Soyuz MS     | Baikonur 31/6       |                       |            | [ 1 ] |
| 154 | 23.03.2024 12:36:10 UTC | CEAER        | 355 dia(s) e 15 hora(s) | EEI         |              | Baikonur 31/6       |                       |            | [ 1 ] |
| 155 | 11.09.2024 16:23:12 UTC |              | 183 dia(s) e 11 hora(s) | Soyuz MS-26 | Soyuz MS     | Baikonur 31/6       |                       |            | [ 2 ] |
| 155 | 11.09.2024 16:23:12 UTC | CEAER        | 183 dia(s) e 11 hora(s) | CEAER       |              | Baikonur 31/6       |                       |            | [ 2 ] |

## Insígnias alternativas
Estas são as insígnias alternativas usadas como parte ou dentro das missões Soyuz:

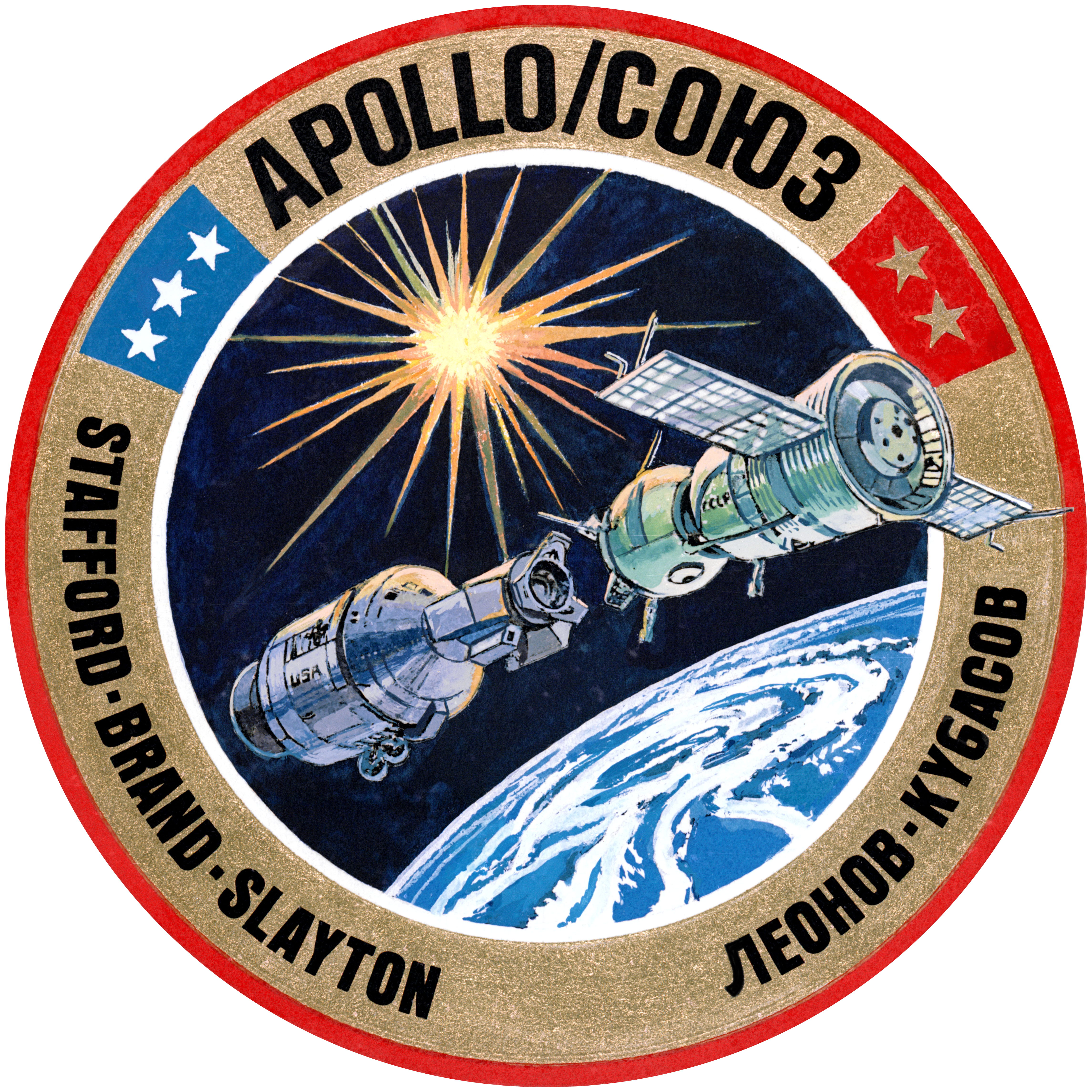
Soyuz 19 (1975)
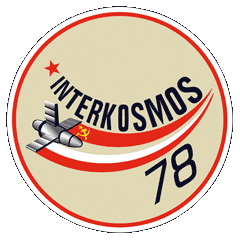
Soyuz 30 (1978)
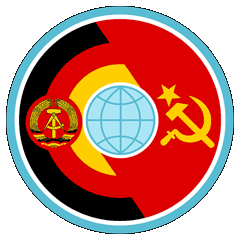
Soyuz 31 (1978)
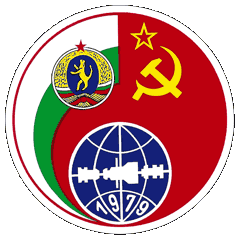
Soyuz 33 (1979)
Soyuz 36 (1980)
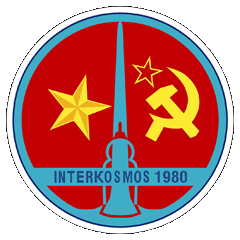
Soyuz 37 (1980)
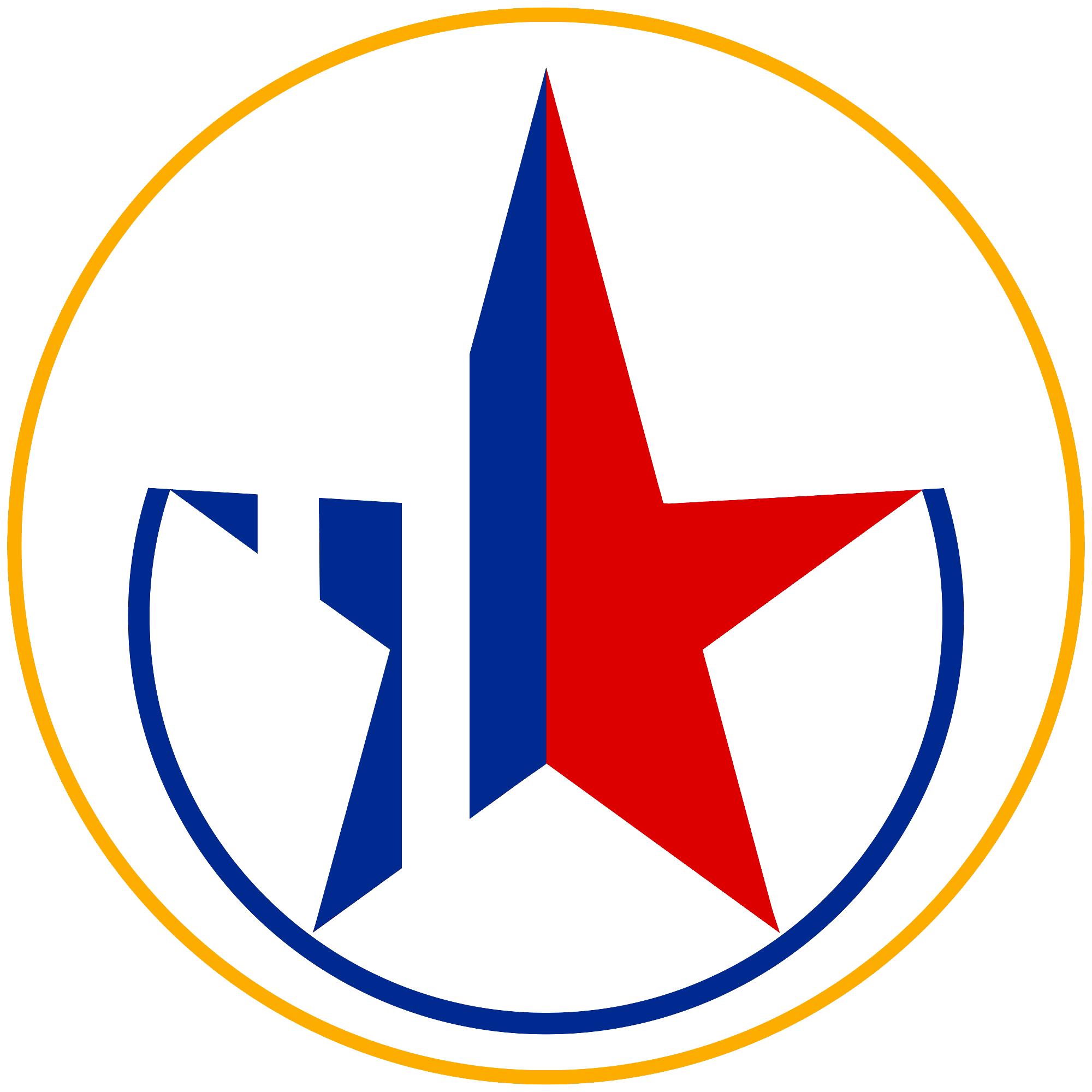
Soyuz 38 (1980)
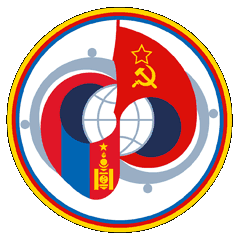
Soyuz 39 (1981)
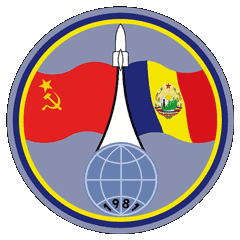
Soyuz 40 (1981)
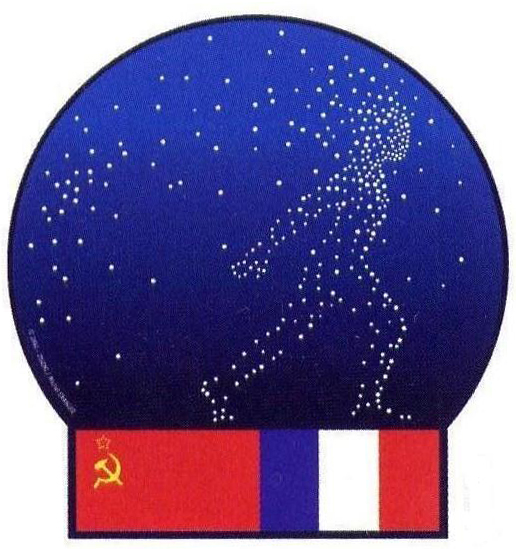
Soyuz T-6 (1982)
Soyuz T-11 (1984)
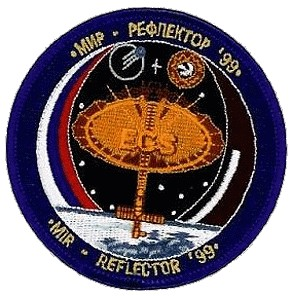
Soyuz TM-28 (1998)
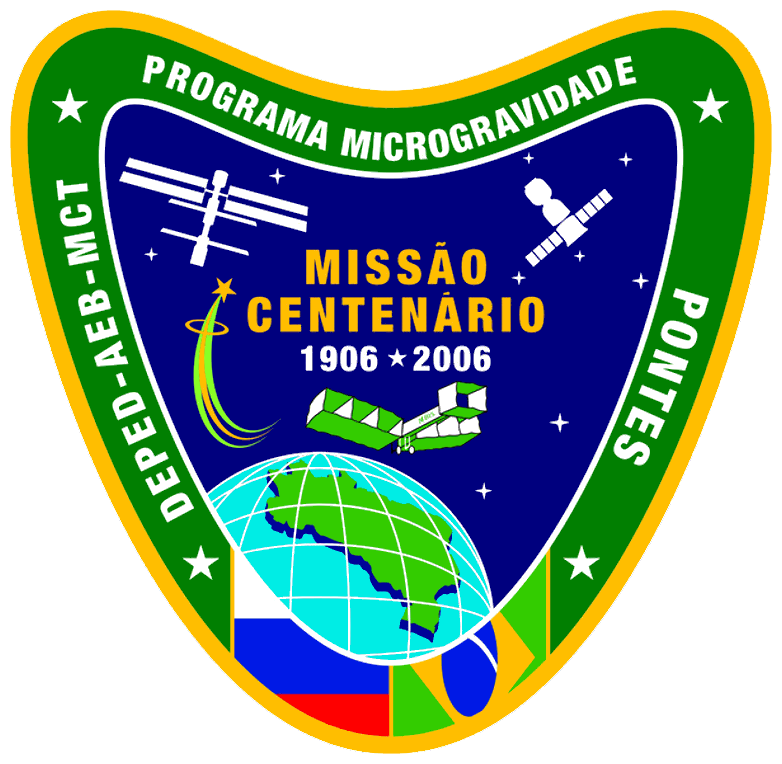
Missão Centenário (2006)

## Ligação externa
- «Relocations of Manned Spacecrafts» : Lista de Soyuz realocadas durante suas missões.